# Partido Comunista de los Trabajadores Portugueses

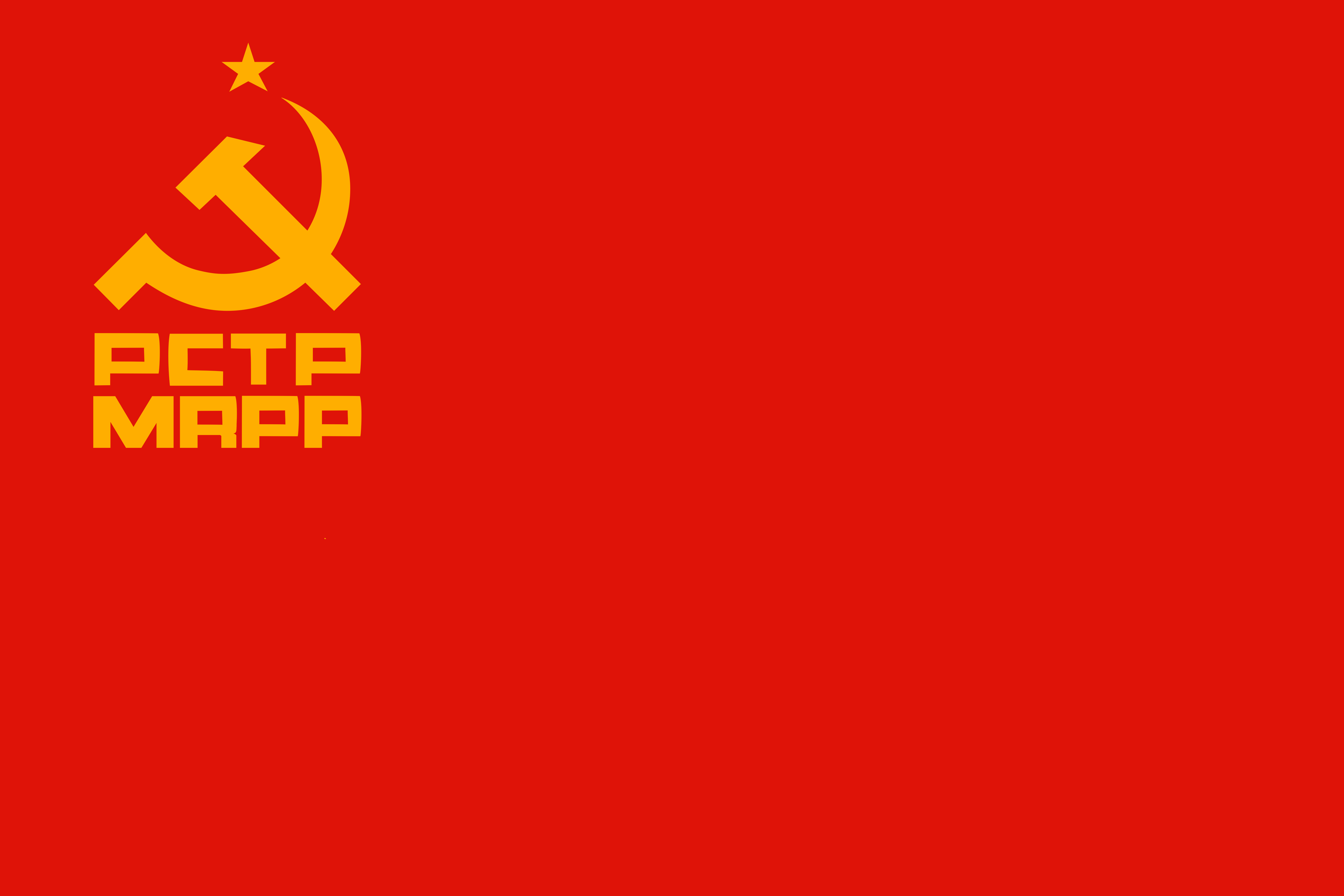
Bandera del PCTP/MRPP

El Partido Comunista de los Trabajadores Portugueses/Movimiento Reorganizativo del Partido del Proletariado (en portugués, Partido Comunista dos Trabalhadores Portugueses/Movimento Reorganizativo do Partido do Proletariado; PCTP/MRPP) es un partido político comunista marxista-leninista-maoísta de Portugal. Fundado el 26 de diciembre de 1976 a partir del MRPP, que había sido fundado el 18 de septiembre de 1970. El secretario general era Arnaldo Matos. El órgano central es el Luta Popular, cuya primera edición salió en 1971 (aún del MRPP). El MRPP estuvo muy activo antes de la Revolución de los Claveles del 25 de abril de 1974, especialmente entre estudiantes y jóvenes obreros de Lisboa. El MRPP —como el PCTP— se hizo más popular con sus grandes y vistosas pinturas murales; por eso se lo llamó Meninos Rabinos Pintam Paredes (MRPP). Continuó con gran actividad durante 1974 y 1975. Entre sus filas había miembros que después, habiendo sido expulsados, han sido de gran relieve en la política portuguesa, como José Manuel Durão Barroso (PPD/PSD) y Fernando Rosas (BE).

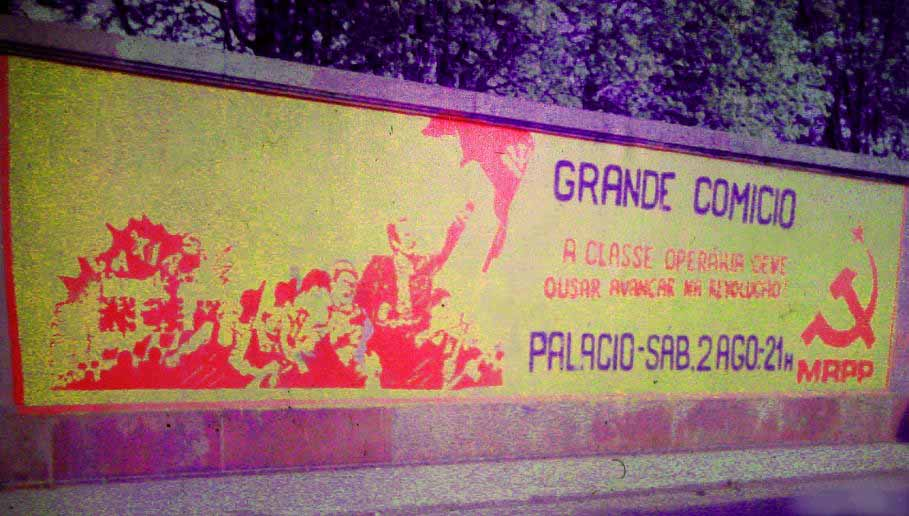
Mural del MRPP para las elecciones a la Asamblea Constituyente de 1975

Después de la Revolución de los Claveles, el MRPP fue acusado por el PCP, «el peor enemigo», de estar financiado por la CIA, idea basada, en parte, en la cooperación entre el MRPP y el Partido Socialista, durante el llamado Verano caliente.
A partir del 26 de diciembre de 1976, el MRPP, después de un congreso, pasó a llamarse PCTP/MRPP. El líder histórico es Arnaldo Matos. El primer director del Luta Popular (legal), Saldanha Sanches. El actual líder es Luís Franco.

## Algunos antiguos militantes
- Durão Barroso (PSD)
- Fernando Rosas (BE)
- Saldaña Sánchez
- Maria José Morgado
- Diana Andringa
- Violante Saramago Matos
- Dulce Rocha
- Maria João Rodrigues
- Ana Gomes (PS)
- Luís Marques
- Alfredo Caldeira

## Resultados electorales
| Fecha | Votos  | %    | Diputados |
| ----- | ------ | ---- | --------- |
| 1976  | 36.200 | 0,66 | 0         |
| 1979  | 53.268 | 0,89 | 0         |
| 1980  | 35.409 | 0,59 | 0         |
| 1983  | 20.995 | 0,37 | 0         |
| 1985  | 19.943 | 0,34 | 0         |
| 1987  | 20.800 | 0,37 | 0         |
| 1991  | 48.542 | 0,85 | 0         |
| 1995  | 41.137 | 0,70 | 0         |
| 1999  | 40.006 | 0,74 | 0         |
| 2002  | 36.193 | 0,66 | 0         |
| 2005  | 48.186 | 0,84 | 0         |
| 2009  | 52.761 | 0,93 | 0         |
| 2011  | 62.610 | 1,12 | 0         |
| 2015  | 59.955 | 1,11 | 0         |
| 2019  | 36.118 | 0,69 | 0         |
| 2022  | 11.267 | 0,20 | 0         |